# Al Naslaa

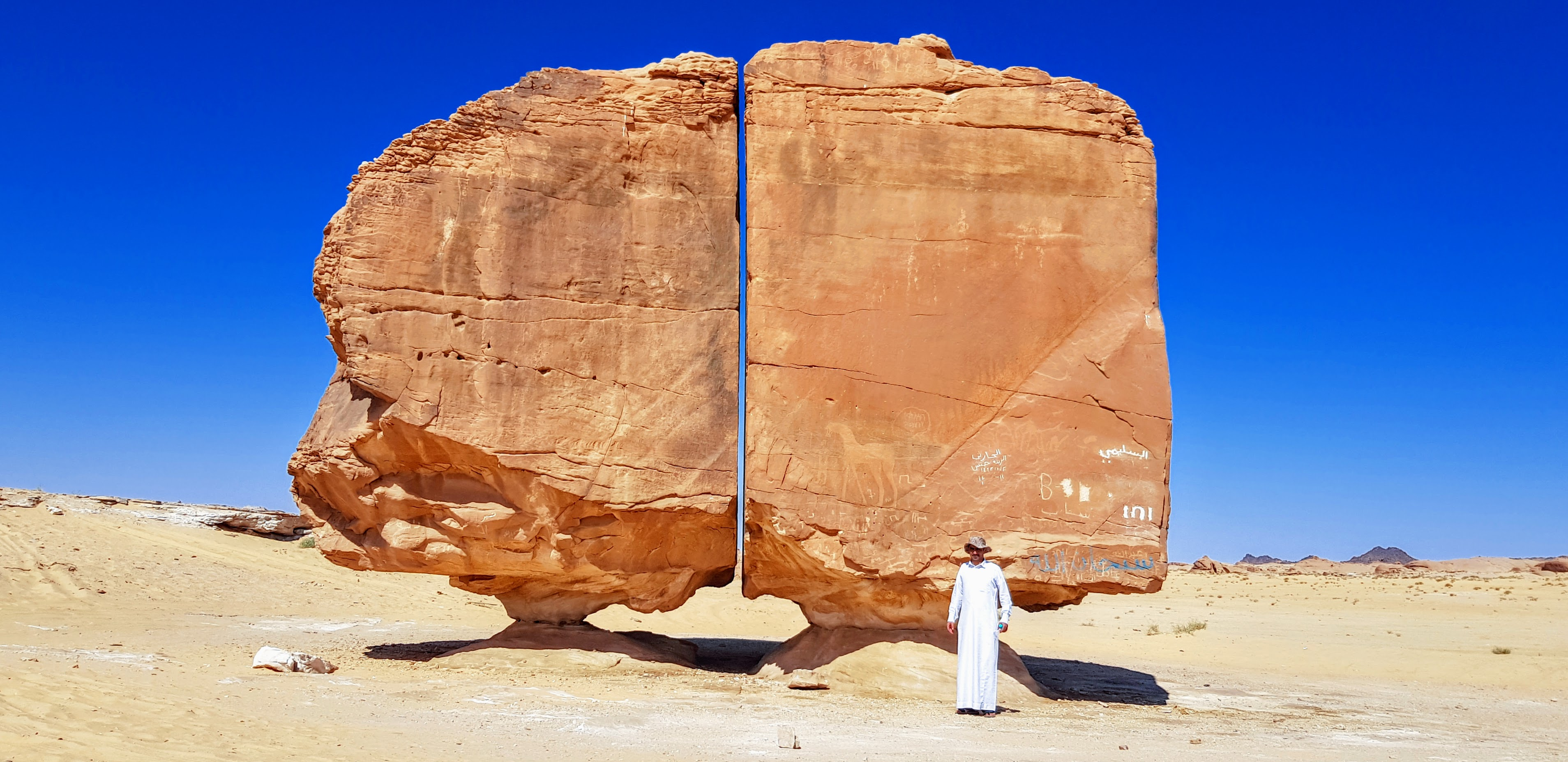
Skála Al Naslaa v roce 2021

Skála Al Naslaa je skalní pískovcový útvar, který se nachází 50 km jižně od oázy Tayma v Saúdské Arábii. Skála je uprostřed vertikálně rozdělena na dvě části, obě vyvážené na malých podstavcích. Existuje víc teorií, jak štěrbina ve skále vznikla, například tektonickým pohybem, větrnou erozí, periodickými dešti, působením ledu nebo i lidskou činností ve starověku. Žádná z těchto teorií nebyla dosud potvrzena.
Skála je přibližně 6 metrů vysoká a 9 metrů široká a na své jihovýchodní stěně je pokryta četnými petroglyfy.